# 영주시·영풍군·영양군·봉화군
영주시·영풍군·영양군·봉화군은 대한민국의 옛 국회의원 선거구이다. 당시 경상북도 영주시, 영풍군, 영양군, 봉화군 지역을 관할했다.

## 역사
1980년 4월, 영주군 영주읍이 영주시로 승격되었으며 잔여 영주군은 영풍군으로 개칭되었다. 이에 제11대 국회의원 선거를 앞두고 영양군·영주군·봉화군 선거구가 영주시·영풍군·영양군·봉화군 선거구로 개편되었다.
제13대 국회의원 선거를 앞두고 영주시·영풍군 선거구, 영양군·봉화군 선거구로 각각 분리되면서 폐지되었다.

## 역대 국회의원
| 선거   | 정당 | 정당       | 1위 의원 | 정당 | 정당       | 2위 의원 |
| ------ | ---- | ---------- | -------- | ---- | ---------- | -------- |
| 1981년 |      | 민주정의당 | 오한구   |      | 민주한국당 | 홍사덕   |
| 1985년 |      | 민주정의당 | 오한구   |      | 신한민주당 | 홍사덕   |

## 역대 선거 결과

### 대한민국 제11대 국회의원 선거
|  | 34.53% |

|  | 14.78% |

|  | 14.61% |

|  | 10.07% |

|  | 7.86% |

|  | 5.68% |

|  | 4.20% |

|  | 3.99% |

|  | 2.36% |

|  | 1.87% |

### 대한민국 제12대 국회의원 선거
|  | 44.50% |

|  | 24.10% |

|  | 17.75% |

|  | 13.63% |